# Creedia
Creedia is een geslacht van straalvinnige vissen uit de familie van zandduikers (Creediidae).

## Soorten
- Creedia alleni Nelson, 1983
- Creedia haswelli (Ramsay, 1881)
- Creedia partimsquamigera Nelson, 1983
- Creedia bilineata Shimada & Yoshino, 1987